# 카라쿰 사막

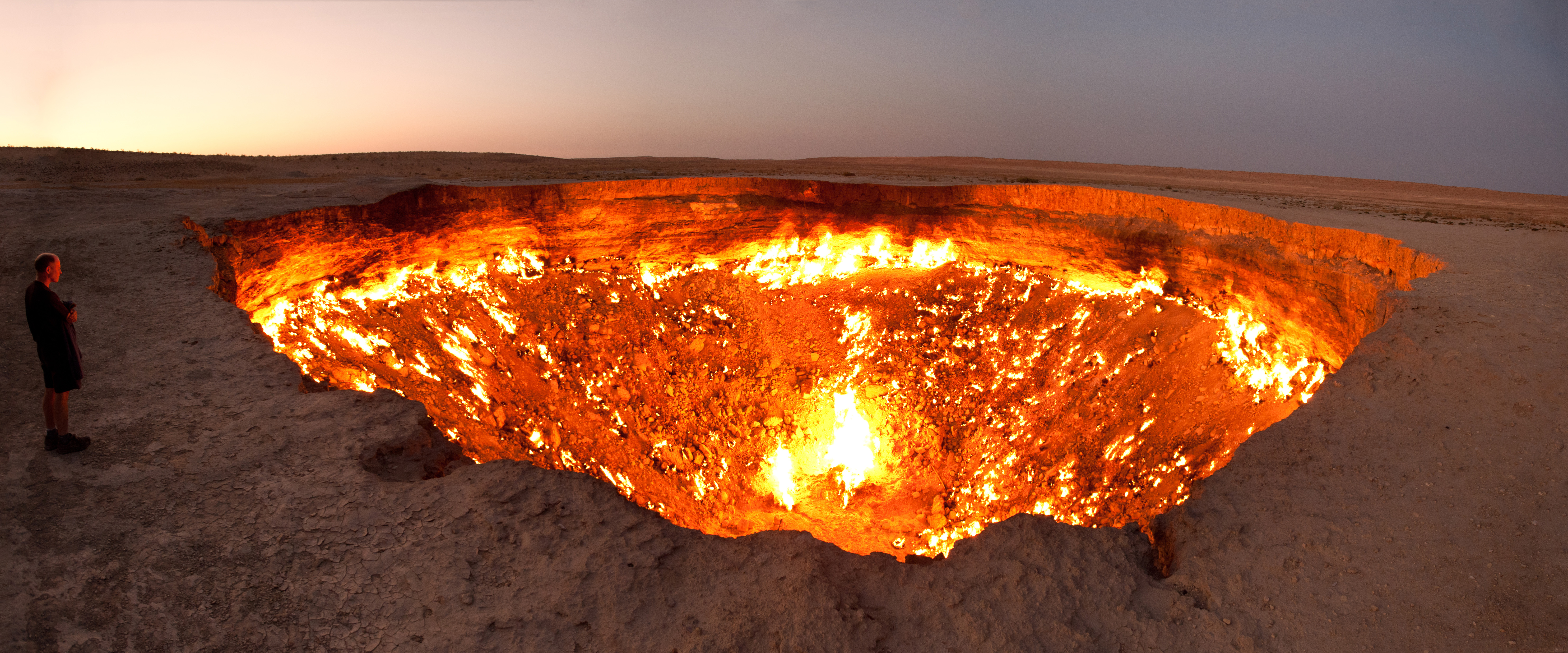
투르크메니스탄 카라쿰 사막의 불타는 가스전(田) 지옥으로 가는 문

카라쿰 사막(투르크멘어: Garagum, 러시아어: Каракумы, 문화어: 까라꿈 사막)은 중앙아시아에 있는 사막으로서 투르크메니스탄의 70% 정도를 차지한다. 전체 면적은 350,000 km2이다.
사막 기후로 인해 인구가 산발적으로 분포하며 6.5 km2 당 1명이 분포한다.

## 위치
카스피해의 동쪽에 위치하며 북쪽으로는 아랄해가 있다. 북동쪽으로는 카질쿰 사막을 비롯해 여러 지류도 흐른다.
하리강을 비롯해 무르갑강 등이 남쪽으로 흘러가며 힌두쿠시산맥과 접하고 있다. 강의 풍푸한 수원은 사막 지대에 관개 수로를 통해 물을 제공한다. 현재 카라쿰 사막 일대의 관개 수로는 세계에서 가장 큰 규모를 자랑하며 카라쿰 운하로 불린다. 카라쿰 운하는 1954년 1,375 km의 길이로 완공되었으며 해마다 13-20 km3에 해당하는 물을 수송하고 있다. 하지만 배수관의 누수로 인해 운하 일대의 호수와 작은 웅덩이까지 오염되는 위기를 맞기도 했다.

## 기타
카라쿰 사막에 대한 연구 자료는 불충분하다. 그러나 인류학자들이 석기 시대의 유적을 발굴해내면서 다시 한번 중앙아시아 일대가 예부터 사막 지대가 아니었다는 사실을 증명해 주기도 하였다. 석기 시대의 인류 유적은 카라쿰 사막의 산맥 지대에서 발견되었다.
투르크메니스탄 일대에 오아시스가 드문드문 발견되며 면화 재배가 이 지대에서만 제한적으로 허용된다. 이 밖에도 석유와 천연 가스 등 천연자원이 풍부한 곳이어서 자원 개발 회사의 각축장이 되기도 하였다.
카라쿰 사막의 일대에는 카스피해 관통 철도가 운행된다.